# Imagine (chanson)
Pour les articles homonymes, voir Imagine.
Singles de John Lennon
Power to the People Happy Xmas (War Is Over)
Pistes de Imagine
Crippled Inside
Imagine est la chanson éponyme de l'album du musicien britannique John Lennon, sorti en 1971. Placée en ouverture de cet album et également sortie en single sur 45 tours, elle est produite par John Lennon, Yoko Ono et Phil Spector. Bien que la paternité de cette chanson soit attribuée uniquement à Lennon, la contribution de son épouse, Yoko Ono, a été largement reconnue ; celle-ci n'est créditée comme coautrice qu'en juin 2017.
Cet hymne, pacifiste et utopique, invite l'auditeur à imaginer un monde sans frontières, sans pays, sans religions, sans raisons de tuer ou de mourir pour une cause, sans possessions, et au sein d'une grande fraternité humaine.
Imagine est considérée comme l'une des meilleures chansons pop jamais créées ; le magazine Rolling Stone la consacre troisième plus grande chanson de tous les temps. La chanson a également reçu en 1999 le Grammy Hall of Fame Award, remis à John Lennon (à titre posthume) et au Plastic Ono Band pour sa « signification historique ou qualitative ». Le 14 juin 2017, la National Music Publishers Association aux États-Unis lui décerne le prix de la « Chanson du siècle ». À cette occasion, Yoko Ono est officialisée comme co-auteur. En 2023, elle est inscrite au registre national des enregistrements (National Recording Registry) de la bibliothèque du Congrès à Washington.
Dix ans après sa sortie, en janvier 1981, Imagine a occupé la première place des ventes au Royaume-Uni, dans le mois suivant l'assassinat de John Lennon à New York.

## Historique

### Genèse
Le thème central de la chanson Imagine s'inspire du poème Cloud Piece, un texte de trois lignes paru dans le livre Grapefruit (1964) de Yoko Ono. Les mots du poème sont d'ailleurs reproduits sur la face arrière de la pochette de l'album Imagine : « Imagine the clouds dripping. Dig a hole in your garden to put them in », ce qui peut se traduire par : « Imagine que les nuages tombent goutte à goutte, creuse un trou dans ton jardin pour les mettre dedans ».

Les paroles ont été inspirées à Lennon par l'espoir d'un monde en paix, dont il dira lui-même : 

« Ce n'est pas un nouveau message : avec Give Peace a Chance, nous ne sommes pas déraisonnables, nous disons juste "donnez une chance à la paix". Avec Imagine, nous disons "Pouvez-vous imaginer un monde sans pays ou religions ?" C'est le même message, encore et encore. Et c'est positif. »

Yoko Ono a expliqué que les paroles d'Imagine étaient « simplement ce que John croyait […], que nous étions tous un pays, un monde, un peuple. Il voulait faire ressortir cette idée ».
Lennon affirma aussi que la chanson « était anti-religieuse, anti-nationaliste, anti-norme et anticapitaliste, mais qu'elle était acceptée parce qu'elle était enrobée de sucre ». Lennon l'a décrite également comme étant quasiment le « Manifeste du Parti communiste ». Lennon savait qu'il avait écrit un « morceau spécial ». Dans l'une de ses dernières interviews, il déclare au sujet d'Imagine que la chanson est aussi bonne que n'importe laquelle des chansons écrites avec les Beatles.
Musicalement, la genèse du morceau date d'au moins janvier 1969 : le motif de piano entendu dans la chanson était déjà presque finalisé pendant les sessions de l'album Get Back/Let It Be des Beatles . Un extrait de 18 secondes de ce riff de piano a été enregistré et publié en 2003 sous le titre John's Piano Piece sur le disque bonus « Fly on the Wall » de l’album Let It Be... Naked.

### Enregistrement

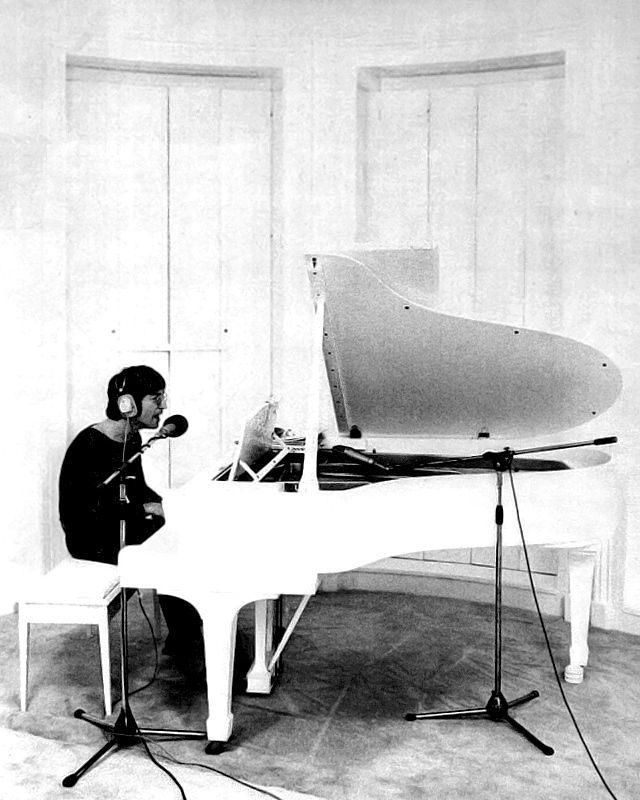
John Lennon interprétant la chanson Imagine au piano, le 18 septembre 1971.

John Lennon et Yoko Ono coproduisent la chanson Imagine et l'ensemble de l'album du même nom avec Phil Spector, qui a affirmé : « Nous savions ce que nous allions faire... John allait faire une chanson à connotation politique, mais très commerciale aussi... J'ai toujours pensé qu’Imagine était comme l'hymne national » Lennon décrivit son arrangement de travail avec Ono et Spector : « Phil n'arrange pas au sens traditionnel — lui et Yoko vont juste s'asseoir dans l'autre pièce et me crier des commentaires comme, "pourquoi ne pas essayer ce son" ou "ton jeu au piano n'est pas très bon"[stop —... Après, on revient à l'idée de départ et on trouve un son à partir de là. »
L'enregistrement débute à l'Ascot Sound Studios, installé dans la maison de Lennon et Ono à Tittenhurst Park en Angleterre, en mai 1971. Des ajouts d'overdub ont lieu aux Record Plant Studios à New York, en juillet de la même année. Les séances commencent en fin de matinée pour finir juste avant le dîner, en début de soirée. Lennon enseigne aux musiciens la progression d'accords et un arrangement de travail pour la chanson, répétant celle-ci jusqu'à ce qu'il juge les musiciens prêts à enregistrer. Dans sa tentative de recréer le son désiré par Lennon, Phil Spector possédait des enregistrements préalables de Lennon et Nicky Hopkins jouant dans différentes octaves sur un piano. Il a également essayé d'enregistrer la partie de piano avec Lennon, jouant sur le piano à queue dans le grand salon blanc du couple. L'acoustique de la pièce se révélant impropre, Spector abandonne cette idée en faveur du studio de Lennon. La séance dure quelques minutes, se déroulant en trois prises, la deuxième étant retenue pour la publication. Le bassiste Klaus Voormann, le batteur Alan White et la section de cordes Flux Fiddlers accompagnent Lennon durant la chanson, qui est au chant et au piano pour l'enregistrement final. Les cordes sont en fait jouées par des membres de l'Orchestre philharmonique de New York.

## Parution et réception

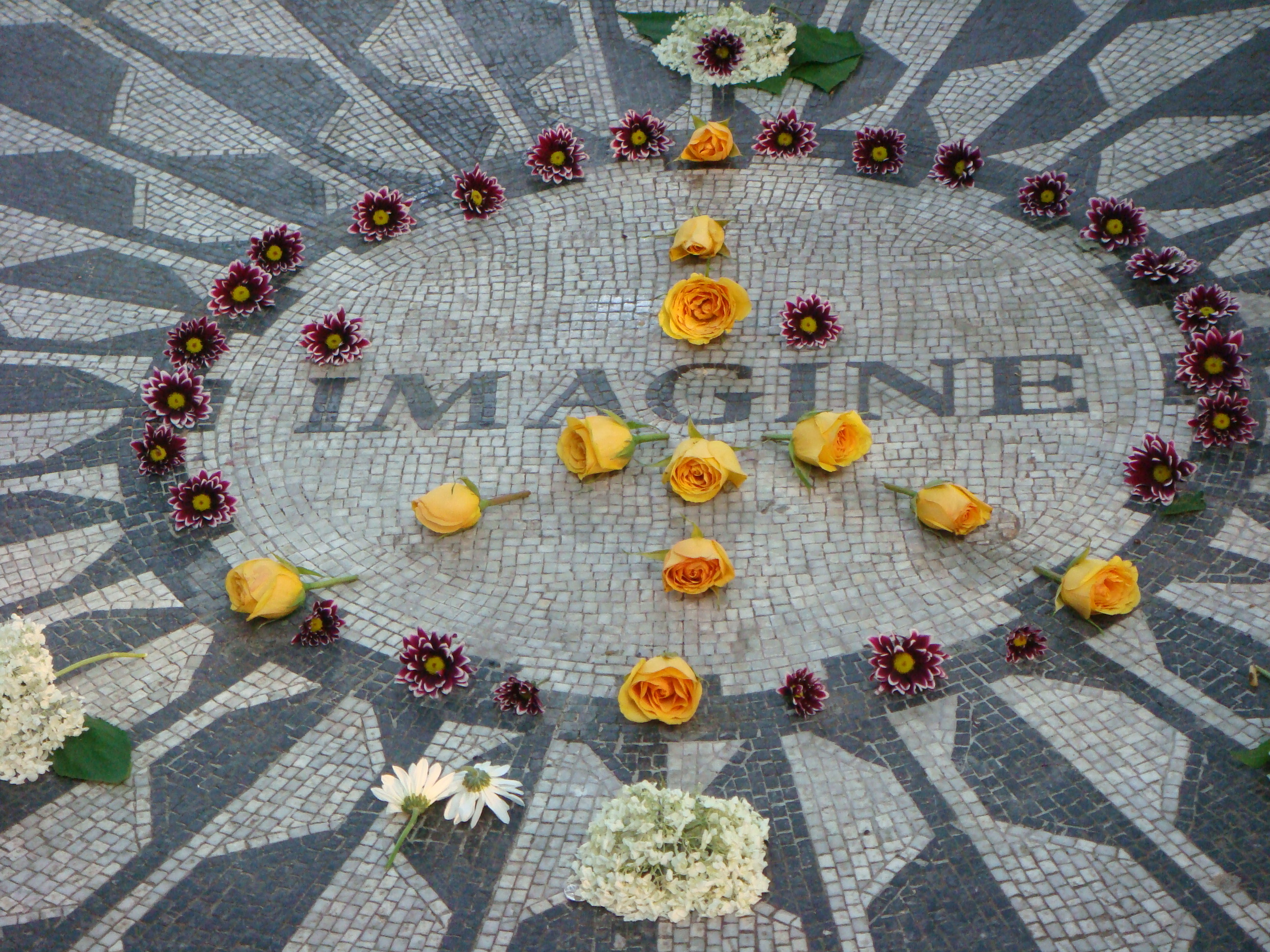
Le mémorial Strawberry Fields, à New York.

Placée en ouverture du disque homonyme de John Lennon, la chanson Imagine est aussi publiée en 45 tours couplée au morceau  It's So Hard. Ce 45 tours sera réédité à plusieurs reprises au fil des années.
La chanson, qui reste le titre le plus connu de John Lennon, occupe la dix-neuvième place du classement de 2021 des « 500 plus grandes chansons de tous les temps » du magazine Rolling Stone. Dans celui de 2004, elle figurait à la troisième place.
Elle paraît dans le disque Le Cadeau de la vie 1976, la seconde édition d'albums caritatifs de l'UNESCO qui compile des chansons offerte par divers artistes français et internationaux tels Gilbert Bécaud, Salvatore Adamo, Maria Callas, Amália Rodrigues ou Yehudi Menuhin avec Stéphane Grappelli.
Le 9 octobre 1985, est inauguré le mémorial Strawberry Fields de Central Park à New York, en hommage à John Lennon. Sur la plaque commémorative, figure la mention « Imagine ».

## Interprètes
- John Lennon : chant, piano
- Klaus Voormann : basse
- Alan White : batterie
- Flux Fiddlers : cordes

## Postérité et reconnaissance

### Reprises et adaptations
- Joan Baez (1972)
- Diana Ross (1973)
- Queen (1980)
- Elton John (1980)
- David Bowie (1983)
- Randy Crawford (en duo avec Zucchero en 1990, puis accompagnée de The Crusaders au festival jazz de Montreux en 2003)
- Liza Minnelli sur l'album Live from Radio City Music Hall (en) (1992)
- Celine Dion (1993)
- Cheb Khaled et Noa (1999)[21]
- Neil Young (lors du concert télévisé America: A Tribute to Heroes organisé au bénéfice des victimes des attentats du 11 septembre, le 21 septembre 2001)
- Ray Charles (2001)
- Eva Cassidy (album Imagine, 2002)
- A Perfect Circle (2004) sur l'album pacifiste eMOTIVe
- Gilberto Gil (2004)
- Petra Magoni (album Musica nuda, 2004)
- Madonna (2004) au profit de la Croix Rouge
- Queen + Paul Rodgers (2005)
- Dolly Parton (2006)
- Peter Gabriel, le 10 février 2006, interprète la chanson lors de la cérémonie d'ouverture des Jeux olympiques d'hiver de 2006 à Turin
- Johnny Hallyday et Læticia Hallyday (2006) au profit de l'UNICEF[22]
- Avril Lavigne (2007), en faveur d'Amnesty International pour le Darfour
- Jack Johnson (2007), pour la campagne d'Amnesty International en faveur du Darfour, puis enregistrée avec Rhythms del Mundo.
- Vox Angeli (2008) dans l'album Imagine
- Louisy Joseph (2008), dans son premier album solo, La Saison des amours. La chanteuse française a interprété une chanson intitulée Imagine de John Lennon, qui n'est pas une reprise mais un hommage à la chanson de Lennon.
- Lady Gaga après son discours au HRC National Dinner (2009), puis à Bakou lors de la cérémonie d'ouverture des Jeux européens de 2015[23]
- Les acteurs (Haverbrook Deaf Choir) de la série télévisée Glee au cours du 11e épisode de la première saison, diffusé pour la première fois en 2009 aux États-Unis[24].
- Cher Lloyd dans l'émission britannique The X Factor (2010)
- Herbie Hancock (2010)
- Playing for Change (2010)
- Taio Cruz (2011)
- Lenna Kuurmaa et Elina Born, sur le plateau de Eesti otsib supertstaari (version estonienne de l'émission Pop Idol)[Quand ?].
- Cee Lo Green, lors des célébrations du Nouvel An 2012 à Times Square. Le rappeur a interprété une reprise controversée de cette chanson, notamment parce qu'il a remplacé « and no religion too » (« et aucune religion non plus ») par « and all religions true » (« et toutes les religions sont vraies »), changeant ainsi totalement le message de la chanson originale[25],[26]
- Emeli Sandé (2012) dans l'album Our Version of Events.
- Petula Clark reprend la chanson sur son album Lost in you en 2013.
- Le 3 janvier 2013, 600 guitaristes se sont rassemblés à Darjeeling pour interpréter de concert Imagine en hommage à la victime du viol collectif de décembre 2012 à New Delhi[27],[28].
- Charlie Puth et Louane en duo (2013).
- Martina Stoessel, en ouverture du « match inter-religieux pour la paix » voulu par le Pape François, au Stade olympique de Rome le 1er septembre 2014[29].
- Kids United, pour l'UNICEF (2015).
- Elle a été interprétée à plusieurs reprises en hommage aux victimes des attentats de Paris du 13 novembre 2015.
- Julian Lennon, accompagné du guitariste Nuno Bettencourt, met en ligne, le 11 avril 2022, sa version de la chanson de son père en soutien aux victimes de l'invasion de l'Ukraine par la Russie[30],[31].

### Diffusions exceptionnelles
Le 11 septembre 2001, l'ensemble des radios américaines diffuse le titre Imagine de John Lennon, en hommage aux victimes des attentats du World Trade Center.
Le dimanche 12 août 2012, lors de la cérémonie de clôture des Jeux olympiques de Londres 2012, un écran géant du stade olympique montre John Lennon interpréter Imagine.
Le 8 janvier 2015, l'ensemble des radios françaises diffuse Imagine par John Lennon en hommage aux victimes de l'attentat contre Charlie Hebdo.
Le 14 novembre 2015, un anonyme s'installe derrière son piano boulevard Richard-Lenoir à Paris, non loin de la salle de spectacle du Bataclan où plus d'une centaine de personnes a perdu la vie la veille, et joue la chanson de Lennon. Le 16 novembre 2015, l'ensemble des radios françaises diffuse Imagine par Lennon en hommage aux victimes des attentats de Paris. Le 20 novembre 2015, plusieurs youtubeurs et comédiens interprètent le titre, au sein du collectif « Imagine Paris ».
Le 18 juillet 2016, la grande majorité des radios françaises diffuse ce titre à midi, après la minute de silence en hommage aux victimes à la suite de l'attentat de Nice.
Le 23 juillet 2021, Imagine est interprétée lors de la cérémonie d'ouverture des Jeux olympiques de Tokyo, par un chœur de jeunes Japonais pour l'Asie, Angélique Kidjo pour l'Afrique, John Legend pour les Amériques, Keith Urban pour l'Océanie et Alejandro Sanz pour l'Europe.
La chanson, et les idéaux qu'elle véhicule, est désormais intimement liée à l'univers olympique, puisqu'elle a déjà été chantée lors des cérémonies à Atlanta en 1996 par Stevie Wonder, à Turin en 2006 par Peter Gabriel, à Londres en 2012 par l'English Children's Choir, à PyeongChang en 2018 par les artistes de K-pop Ha Hyun-woo, Jeon In-kwon, Lee Eun-mi et Ahn Ji-young ainsi qu’à Paris en 2024 par Juliette Armanet accompagnée du pianiste Sofiane Pamart.
Le 26 juillet 2024, lors de la cérémonie d'ouverture des Jeux olympiques d'été de Paris 2024, Juliette Armanet embarquée à bord d'une barge voguant sur la Seine, interprète la chanson Imagine accompagnée par Sofiane Pamart au piano,,.

### Dans la culture populaire
- Un des vers de la chanson, « Above us, only sky » (littéralement : « Au-dessus de nous, seul le ciel »), a été repris en tant que devise par l'aéroport de Liverpool John Lennon.
- Dans le film Forrest Gump (1994) de Robert Zemeckis, c'est grâce au personnage principal, Forrest Gump, invité sur le plateau de l'émission de télévision The Dick Cavett Show aux côtés de Lennon, que l'artiste britannique aurait eu l'idée d'écrire la chanson. Forrest y raconte son voyage en Chine communiste où il a joué au tennis de table pour l'armée, et dit que c'est un pays très différent des États-Unis, dans lequel les gens n'ont ni religion ni biens matériels. Le présentateur réagit de façon incrédule, et Lennon réagit ensuite en disant : « Mais non, il suffit simplement d'imaginer ».

### Classements
| Classement                             | Meilleure position |
| -------------------------------------- | ------------------ |
| Afrique du Sud (Radio Springbok)       | 1                  |
| Allemagne (Media Control AG)           | 18                 |
| Australie (Kent Music Report)          | 1                  |
| Belgique (Flandre Ultratop 50 Singles) | 12                 |
| Belgique (Flandre VRT Top 30)          | 9                  |
| Canada (RPM 100 Singles)               | 1                  |
| Canada (RPM MOR Playlist)              | 4                  |
| États-Unis (Billboard Hot 100)         | 3                  |
| États-Unis (Hot Adult Contemporary)    | 7                  |
| États-Unis (Cashbox)                   | 2                  |
| France (SNEP)                          | 13                 |
| Italie (FIMI)                          | 1                  |
| Norvège (VG-lista)                     | 6                  |
| Pays-Bas (Nederlandse Top 40)          | 6                  |
| Pays-Bas (Single Top 100)              | 5                  |
| Suisse (Schweizer Hitparade)           | 5                  |

| Classement                     | Meilleure position |
| ------------------------------ | ------------------ |
| Irlande (IRMA)                 | 1                  |
| Royaume-Uni (UK Singles Chart) | 6                  |
| Suède (Sverigetopplistan)      | 19                 |

| Classement                             | Meilleure position |
| -------------------------------------- | ------------------ |
| Allemagne (Media Control AG)           | 7                  |
| Australie (Kent Music Report)          | 43                 |
| Autriche (Ö3 Austria Top 40)           | 4                  |
| Belgique (Flandre Ultratop 50 Singles) | 6                  |
| France (SNEP)                          | 27                 |
| Irlande (IRMA)                         | 1                  |
| Norvège (VG-lista)                     | 3                  |
| Nouvelle-Zélande (RMNZ)                | 23                 |
| Pays-Bas (Nederlandse Top 40)          | 5                  |
| Pays-Bas (Single Top 100)              | 5                  |
| Royaume-Uni (UK Singles Chart)         | 1                  |
| Suisse (Schweizer Hitparade)           | 2                  |

| Classement                              | Meilleure position |
| --------------------------------------- | ------------------ |
| États-Unis (Hot Mainstream Rock Tracks) | 20                 |

| Classement                     | Meilleure position |
| ------------------------------ | ------------------ |
| Australie (ARIA)               | 21                 |
| France (SNEP)                  | 88                 |
| Irlande (IRMA)                 | 29                 |
| Pays-Bas (Single Top 100)      | 83                 |
| Royaume-Uni (UK Singles Chart) | 45                 |

| Classement    | Meilleure position |
| ------------- | ------------------ |
| France (SNEP) | 9                  |

| Classement                      | Meilleure position |
| ------------------------------- | ------------------ |
| Canada (Canadian Singles Chart) | 10                 |
| Espagne (PROMUSICAE)            | 5                  |
| Irlande (IRMA)                  | 3                  |
| Italie (FIMI)                   | 12                 |
| Pays-Bas (Single Top 100)       | 56                 |
| Royaume-Uni (UK Singles Chart)  | 3                  |

| Classement                    | Meilleure position |
| ----------------------------- | ------------------ |
| Pologne (Classements Singles) | 3                  |

| Classement                            | Meilleure position |
| ------------------------------------- | ------------------ |
| Australie (Kent Music Report)         | 94                 |
| Canada (Hot Canadian Digital Singles) | 47                 |
| États-Unis (Hot Digital Songs)        | 47                 |
| Pays-Bas (Single Top 100)             | 37                 |
| Suisse (Schweizer Hitparade)          | 59                 |

| Classement                    | Meilleure position |
| ----------------------------- | ------------------ |
| Australie (Kent Music Report) | 85                 |
| Autriche (Ö3 Austria Top 40)  | 66                 |
| Espagne (PROMUSICAE)          | 49                 |
| Suède (Sverigetopplistan)     | 46                 |
| Suisse (Schweizer Hitparade)  | 50                 |

| Classement                     | Meilleure position |
| ------------------------------ | ------------------ |
| Espagne (PROMUSICAE)           | 42                 |
| Royaume-Uni (UK Singles Chart) | 18                 |

| Classement           | Meilleure position |
| -------------------- | ------------------ |
| Espagne (PROMUSICAE) | 44                 |

## Certifications
| Pays                       | Certification | Date                             | Unités certifiées |
| -------------------------- | ------------- | -------------------------------- | ----------------- |
| Allemagne (BVMI)           | Or            | 2023                             | 250 000           |
| Brésil (Pro-Música Brasil) | Platine       | 2024                             | 60 000            |
| Danemark (IFPI Danmark)    | Or            | 05/2020                          | 45 000            |
| États-Unis (RIAA)          | 3 × Platine   | 09/09/2021                       | 3 000 000         |
| Italie (FIMI)              | Platine       | 2018                             | 50 000            |
| Royaume-Uni (BPI)          | Platine       | 01/02/1981 (publication de 1975) | 1 000 000         |
| Royaume-Uni (BPI)          | 2 × Platine   | 07/04/2023 (publication de 2007) | 1 200 000         |